# Aimak
Ne doit pas être confondu avec Aïmag.
Les Aimak (ou Aimaq) sont des tribus semi-nomades d’origine perso-mongoloïde parlant le persan. Ils vivent sur les hauts plateaux du Nord-Ouest de l'Afghanistan, juste au nord de la ville de Hérat, ainsi qu’en Iran, dans le Khorassan.
Apparentés aux Hazaras, même s'ils sont musulmans sunnites, et dans une moindre mesure aux Tadjiks, ils vivent à l'ouest du Hazaradjat dans les provinces de Ghôr (tribu des Taïmanni (en)), Farâh, Hérât, Badghis, Fâryâb, Djôzdjân et Sar-é Pol. 
Les estimations sur la population Aimak varient entre 250 000 et 2 millions d'individus en Afghanistan.
 
Le recensement est rendu difficile par les pressions qu'ils ont pu subir en tant que minorité, à l'instar des Hazaras, notamment sous le régime des talibans. Certains Aimak ont ainsi été recensés par l’État comme Hazaras ou Persans.

## Étymologie
- Le terme Aïmak ou Aimaq, signifie "tribu" et de nos jours Aïmag est le nom désignant les provinces de Mongolie, ce qui explique l’origine du nom de ce peuple, qui d’ailleurs était connu à l'origine sous le nom de Tchahar (quatre) Aimaks, de par leur subdivision en quatre tribus principales, renommées pour leur aptitude au combat : les Taïmanni (en) (prédominants à Ghôr), les Ferozkohi (en), les Taïmuri (en), et les Jamshidis[3].
- Par extension, Aimak désigne aussi le dialecte du persan parlé par ces populations, quoique certains groupes d’Aymaq Taïmanni et Maleki aient adopté le pachtoun[4].